# MSConfig
MSConfig, även kallat Systemkonfiguration är Microsofts verktyg för att administrera tjänster och program som körs automatiskt i Windows (XP och nyare versioner.).
För att öppna verktyget krävs att användaren har administrativa rättigheter och väljer "Kör" ifrån Startmenyn (eller genväg: [windows tangent] + [R]) och skriver i fältet "msconfig". Med hjälp av Systemkonfiguration kan man inaktivera tjänster och program ("Allmänt", "Tjänster" och "Autostart" är de flikar man använder för detta) samt välja ibland tre olika startlägen; normal, selektiv och diagnostisk uppstart. Modifieringar innebär att man måste starta om Windows efter att man klickat på "Verkställ".

## Användning
- Under fliken "Allmänt" finns följande lägen:
  - Diagnostisk start: Detta läge kör bara nödvändiga drivrutiner och tjänster för att Windows ska köra. Detta läge används med fördel när du söker problem i operativsystemet Windows.
  - Selektiv start: Detta läge kör nödvändiga drivrutiner, tjänster, men du får själv modifiera vilka tjänster/program du vill ska köras. Detta läge passar bra när du vet att Windows är okej och du har problem med övrig mjukvara/enskilda program.
  - Normal start: Detta läge väljs när man är färdig med de två andra felsökningslägena för att återgå till normal uppstart.

- Under fliken "Autostart" finns program som körs automatiskt i Windows. Du kan markera de program du vill ska köra och lämna resterande rutor tomma.

- Under fliken "Tjänster" finns både tjänster som installerats med Windows och tjänster som följt med program du själv har lagt till i efterhand. Därför kräver denna funktion extra vaksamhet eftersom du kan få problem att köra Windows om du inaktiverar tjänster som krävs för att Windows ska köra. För att undvika det scenariot markerar du rutan "Dölj alla Microsoft-tjänster". Efter det kan du välja bland resterande tjänster.